# قيثار الدواسة

يظهر في لوحة سيدة مع قيثار: إليز ريدجيلي قيثار دواسة ذو آلية واحدة من حقبة حكم وصي العرش (توماس سولي، 1818)

قيثار الدواسة (ويعرف أيضا بقيثار الحفلات) هو قيثار كبير ومعاصر صمم للعزف المنفرد أو كجزء من مجموعة حجرة أو في أوركسترا. تتوفر عادة على مجال من ست أوكتافات ونصف (47 وترا)، ويبلغ وزنها حوالي 36 كيلوغرام (80 رطل) وطولها حوالي 1.85 متر (6 قدم 1 بوصة) وعمقها 1 متر (3 قدم 3 بوصة)، ويبلغ عرضها على مستوى جهة البيس في لوحة الصوت 55 سنتيمتر (1 قدم 10 بوصة). تبدأ النوطات من الدو♭ الموجودة تحت دو الوسطى بثلاث أوكتافات، وتنتهي فوقها بثلاث أوكتافات ونصف عادة بصول♭. المجال باستعمال تسمية الأوكتاف هو دو1 إلى صول7. يضيف على الأقل مصنع واحد وترا للقيثار ليصبح عدد أوتاره 48، وحدة هذا الوتر لا♭ عالية (لا♭7) مما يجعل مجال الآلة دو♭1 إلى لا♯7.
يتمثل دور الدواسة في هذا النوع من القيثار في تغيير حدة الأوتار، لكي يتمكن قيثار الدواسة بعكس الأنواع القديمة من القيثار من عزف القطع المألفة في أي سلم موسيقي. هذا ضروري في الموسيقى الرومانسية والموسيقى الكلاسيكية اللاحقة في القرن 20، والتي كانت معقدة من ناحية الانسجام. لكن آلية الدواسة لا تأثر على الوترين الدنيوين دو♭1 و ري♭1 (لا يتأثر ضبطهما بوضعيتي دواسة دو ودواسة ري على التوالي)، لذا يجب ضبطها يدويا لعزف معزوفة كاملة (أو جزء من معزوفة).